# Voodoo Lounge
Voodoo Lounge er et album fra The Rolling Stones, som blev udgivet i 1994. Det er det første studiealbum efter gruppen havde skrevet kontrakt med Virgin Records, og det afsluttede det fem år lange hul siden gruppens forudgående studiealbum, Steel Wheels. Voodoo Lounge er The Rolling Stones' første album uden bassisten Bill Wyman, der forlod gruppen i 1993.

## Historie
Efter udgivelsen af Keith Richards' soloalbum Main Offender og Mick Jaggers Wandering Sprit, fra henholdsvis 1992 og 1993, besluttede de to ledere sig for igen at begynde at komponere nye sange til The Rolling Stones. De allierede sig desuden også med Don Was som medproducent. 
I november, efter at have holdt prøver i Ron Woods hus i Irland i september, læssede The Rolling Stones deres grej og rykkede til Windmill Lane Studios i Irland for at begynde på Voodoo Lounge. Selvom Darryl Jones ikke blev officielt medlem sluttede han sig alligevel til bandet, som erstatning for Bill Wyman, som deres faste bassist i 1993. 
Efter i en periode på nogle måneder, i begyndelsen af 1994, at havde indspillet i Los Angeles var Voodoo Lounge færdigindspillet, og The Rolling Stones begyndte nu på at øve sig til den efterfølgende Voodoo Lounge Tour, som skulle begynde i august.
"Love is Strong" – som var inspireret af Richards "Wicked As It Seems" – blev udgivet som den første single, og gik ind som nummer fjorten i England. Den var imidlertid et stort hit på rock-radiostationerne i USA, men blev ellers nummer 91. på Billboard Hot 100, og blev dermed The Rolling Stones' værste single-placering på det tidspunkt. De to efterfølgende singler kom heller ikke på top 40 listen. "Out of Tears", "You Got Me Rocking" blev henholdsvis nummer 60. og 113. 
Voodoo Lounge blev dermed det første Rolling Stones album, der ikke opnåede siglehits i USA. I England var det imidlertid anderledes. "Love is Strong", "You Got Me Rocking", "Out of Tears" og "I go Wild" kom alle ind på top 40 chart listen.  
Produceren Don Was var efter sigende ansvarlig for at få bandet tilbage til den klassiske Stones lyd (Blues, R ’n’ B og country anno 1960erne og 1970'erne) og få dem væk fra den afrikanske genre, som de oprindeligt havde tænkt Voodoo Lounge skulle være i. Kritikerne og deres fans var glade for det, men Jagger udtrykte en vis utilfredshed over Don Was' metoder, og ændrede retning for det næste album Bridges to Babylon. Don Was er dog den dag i dag stadig The Rolling Stones producer. 
I juli 1994 blev Voodoo Lounge udgivet, og fik en stærk modtagelse. For første gang siden Emotional Rescue i 1980 blev et Rolling Stones album nummer et i England, og nummer to i USA hvor det solgte dobbelt platin.

## Spor
- Alle sangene er skrevet af Mick Jagger and Keith Richards udtaget hvor andet er påført.

1. "Love Is Strong" – 3:50
2. "You Got Me Rocking" – 3:35
3. "Sparks Will Fly" – 3:16
4. "The Worst" – 2:24
5. "New Faces" – 2:52
6. "Moon Is Up" – 3:42
7. "Out of Tears" – 5:27
8. "I Go Wild" – 4:23
9. "Brand New Car" – 4:15
10. "Sweethearts Together" – 4:45
11. "Suck on the Jugular" – 4:28
12. "Blinded by Rainbows" – 4:33
13. "Baby Break It Down" – 4:09
14. "Thru and Thru" – 6:15
15. "Mean Disposition" – 4:09

## Musikere
- Mick Jagger – Sang, Kor, Elektrisk Guitar, Mundharmonika, Akustisk Guitar, Maraca, Kastagnetten
- Keith Richards – Elektrisk Guitar, Kor, Akustisk Guitar, Sang, Klaver, Bass, Tamburin
- Charlie Watts – Trommer, Tamburin
- Ron Wood – Elektrisk Guitar, Pedal Steel Guitar, Slide Guitar, Kor, Akustisk Guitar, Lap Steel Guitar
- Max Baca – Bass
- David Campbell – Strenge Arrangement
- Lenny Castro – Perkussion
- Pierre de Beauport – Akustisk Guitar
- Bernard Fowler – Kor
- Frankie Gavin – Fiol, Tinwhistle
- Mark Isham – Trompet
- Luis Jardim – Perkussion, Shaker
- Flaco Jiminez – Harmonika
- Darryl Jones – Bass
- Phil Jones – Perkussion
- Chuck Leavell – Klaver, Orgel, Harmonium, Cembalo
- David McMurray – Saxofon
- Ivan Neville – Kor, Orgel
- Benmont Tench – Orgel, Klaver, Harmonika
- Bobby Womack – Kor